# Reinoso
Reinoso es un municipio y localidad de España, en la provincia de Burgos, comunidad autónoma de Castilla y León, comarca de La Bureba y partido judicial de Briviesca.

## Geografía
Situado en la comarca de La Bureba, dista aproximadamente 30 km de Burgos y unos 7 km de Briviesca. Se encuentra cerca de la carretera N-I Madrid-Irún. 
Abarca una extensión de 870 Ha, de las cuales 855 corresponden a suelo rústico y 15 al núcleo urbano. Limita al norte con el municipio de Briviesca, al este con Briviesca y Prádanos de Bureba, al oeste con Galbarros y al sur con Briviesca y Castil de Peones. Desde el punto de vista geológico, las tierras del municipio corresponden a la llamada facies gris-blanca, propia del mioceno superior, dándose una alternancia de margas y calizas lacustres. El término municipal se halla a una altitud media de 880 m s. n. m., siendo el punto más alto el cerro de La Pedraja, en la parte nororiental del municipio, que alcanza los 1055 m s. n. m., y el más bajo la zona de la Fuente Blanca, al sur, situada a 745 m s. n. m.
El cauce fluvial más importante del término es el llamado arroyo de La Carreta, que, naciendo en el paraje de las Cachorras, término de Revillagodos, discurre de oeste a este y, tras recibir las aportaciones de pequeños vallejos (como Los Mazuelos o Valdeciriegos) y del manantial de La Nava, desemboca en el arroyo de Valdazo, el cual a su vez desagua en el río Oca.
En cuanto a la vegetación, conforme al Mapa de series de vegetación realizado por el ICONA, en el término municipal encontramos principalmente dos series. Mientras que la zona central y suroriental del territorio están dominadas por el bosque de roble, en la zona noroccidental prevalece el bosque de encina. Además, el término posee abundancia de quijigos, tomillares, espinos y otras especies propias de pastizales.

## Historia
La presencia humana  en el territorio de Reinoso está documentada ya en época prehistórica. Se aprecian restos de un asentamiento de inicios del Neolítico, aproximadamente en el 5000 a. C. Las recientes excavaciones realizadas en el Dolmen del Pendón, situado al este del núcleo urbano, han sacado a la luz, además de restos de época neolítica, un gran sepulcro de corredor del Calcolítico cobijado bajo un túmulo de piedras de unos 20 m de diámetro, en cuyo interior se fueron depositando los restos de los difuntos y una serie de ofrendas funerarias (puntas de flecha, microlitos, cuentas de collar, colgantes elaborados con dientes de jabalí...). Se trata de una construcción fechada entre el 3300 y el 3000 a. C., que posteriormente sufrió un complejo proceso de clausura, afectando tanto al depósito funerario como a la estructura pétrea colosal. Por un lado, se desmanteló el corredor y parte del túmulo, se realizó una pira ritual a la entrada de la cámara con los restos del osario, sobre todo con huesos infantiles, y se rellenó el interior con tierra y piedras. Por otro lado, los huesos depositados en la tumba fueron manipulados, agrupándolos en curiosos conjuntos (cráneos y caderas, huesos largos -fémures, tibias y húmeros-, etc.) y colocándolos en determinadas zonas de la cámara funeraria.
Las excavaciones en el término municipal no han sacado a la luz restos de época romana o visigoda, de modo que no tenemos noticias de un asentamiento hasta finales de la Alta Edad Media. En un documento procedente del Monasterio de Oña, fechado en 1071, encontramos la primera mención de la localidad. Dos siglos más tarde volvemos a encontrar la localidad (ahora escrita Rinoso) en la estimación de los préstamos del arcedianato de Briviesca hecha en tiempos del obispo don Aparicio (1247-1257) y del arcediano don Juan Domínguez. También medieval es la cruz procesional de bronce, fechada en el siglo XIV, que todavía se conserva en el pueblo.
A la caída del Antiguo Régimen queda constituida en ayuntamiento constitucional del mismo nombre, en el partido Briviesca, región de Castilla la Vieja. 

## Demografía
Reinoso cuenta con una población de 18 habitantes (INE 2024).
| Gráfica de evolución demográfica de Reinoso entre 1842 y 2021                                                                                                   |
| |
| Población de derecho según los censos de población del INE. Población de hecho según los censos de población del INE.En este censo se denominaba Reynoso: 1857. |

El censo de la Corona de Castilla de 1591, que tiene un carácter eminentemente fiscal, recoge que Reinoso, incluido en la cuadrilla de Prádano, contaba con veinticuatro vecinos, veintitrés de ellos pecheros (obligados a pagar tributos) y un clérigo. Si utilizamos un coeficiente 1:4,2 para convertir el número de vecinos a número de habitantes, hablaríamos de una población de unos 97 habitantes a finales del siglo XVI.
La situación es muy similar a mediados del siglo XVIII, pues el Catastro de Ensenada habla de veintisiete vecinos y dos viudas, más cuatro habitantes que no serían considerados vecinos. La segunda mitad del siglo XVIII y el siglo XIX constituirían un periodo de expansión demográfica, de tal manera que el censo de 1857 recoge un total de 224 habitantes y el de 1860 de 195 habitantes. En 1900 el censo del municipio incluye 166 habitantes y la situación se mantendría sin demasiados cambios hasta mediados del siglo XX (1910: 177; 1920: 177; 1930: 149; 1940: 160; 1950: 160).
Es a raíz de la industrialización y del éxodo rural que se producen en la segunda mitad del siglo XX cuando la población de Reinoso experimenta un rápido declive, perdiendo 100 habitantes entre 1950 y 1970 (1960: 115; 1970: 60), llegando a solo 30 a finales de siglo (1990). A partir de entonces, el descenso, aunque continuo, ha quedado ralentizado, desde los 24 habitantes que se recoge en el censo de 2000 hasta los 11 que recoge el de 2018.

## Economía
A lo largo de los siglos la principal actividad económica ha sido la agricultura y la ganadería lanar. Conforme al censo agrario de 2009, existen ocho explotaciones agrarias en Reinoso, y el número de unidades ganaderas asciende a 189,55.
Además, desde 2008 se halla operativo en el término el parque eólico Cerro Blanco, propiedad de Energía Global Castellana, que extendiéndose por los municipios de Galbarros, Briviesca, Reinoso y Salinillas del Bureba, cuenta con 21 turbinas que tienen una potencia nominal total de 42.000 kW. El impacto económico del parque eólico en el municipio ha sido decisivo, de forma que Reinoso se ha convertido en el municipio de Castilla y León con más presupuesto por habitante.

## Patrimonio

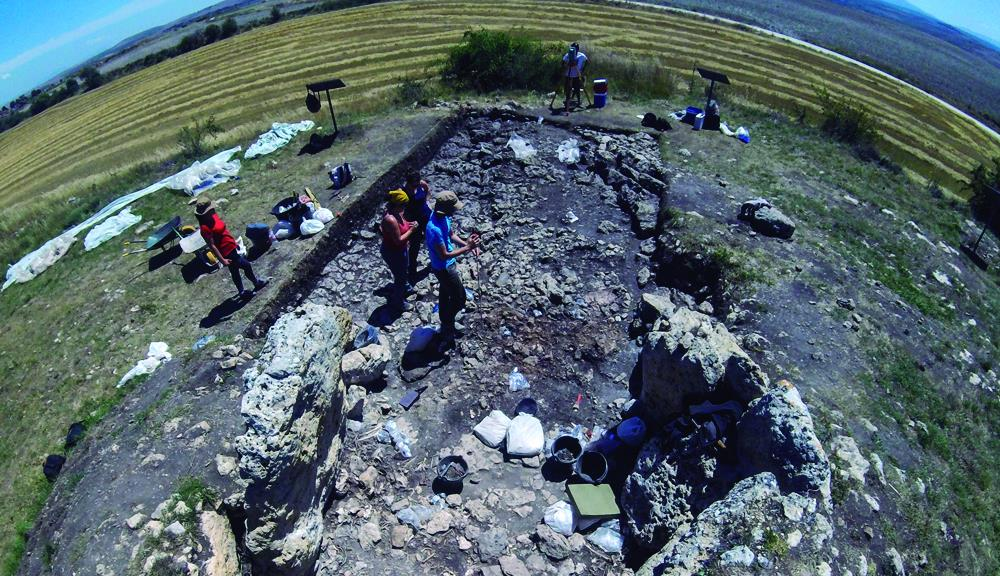
Excavación del dolmen El Pendón

- Dolmén El Pendón.[19]
- Torre de la iglesia de San Andrés.